# Fa’alavelave Matagi
Fa’alavelave Matagi, né le 13 mars 1997 à Apia aux Samoa, est un footballeur international samoan qui évolue au poste de gardien de but à Vaitele Uta.

## Biographie

### Jeunesse et formation
Né à Apia aux Samoa, Fa’alavelave Matagi grandit en jouant au rugby, mais passe au football à l'âge de 15 ans lorsque l'équipe de son école avait besoin d'un gardien de but.

### En club
En 2017, il fait partie de l'équipe du Lupe o le Soaga qui participe à la Ligue des champions de l'OFC 2017. Après s'être qualifié via le tour préliminaire (composée des Cookiens du Puaikura FC, des Tongiens du Veitongo FC et des Samoan-Américains de l'Utulei Youth), le club atteint la phase de groupes. Toutefois, dans un groupe plus relevé (avec les Néo-Calédoniens de l'AS Magenta, les Polynésiens de l'AS Central Sport et les Papouans-Néo-Guinéens du Madang FC), le club n'inscrira aucun point lors de cette phase de groupes.

### En équipe nationale
Il est sélectionné avec les Samoa pour la Coupe d'Océanie 2016. Il est le capitaine de l'équipe nationale des Samoa des moins de 20 ans lors du Championnat d'Océanie de football des moins de 20 ans en 2016. En juin 2019, il est sélectionné pour les Jeux du Pacifique de 2019,.

## Vie privée
Il est responsable du développement des gardiens de but pour la Fédération des Samoa de football.